# دلتا پرایوت جتس
دلتا پرایوت جتس (به انگلیسی: Delta Private Jets) یک شرکت هواپیمایی است که در تاریخ ۱۹۸۴ میلادی تأسیس شده‌است. دفتر مرکزی دلتا پرایوت جتس در فرودگاه بین‌المللی سینسیناتی/کنتاکی شمالی واقع شده‌است و قطب این شرکت هواپیمایی در فرودگاه بین‌المللی سینسیناتی/کنتاکی شمالی قرار دارد.